# Alex Caffi
Alessandro "Alex" Caffi (1964. március 18. –) olasz autóversenyző.

## Pályafutása
A Formula–1-ben 1986-ban egy lomha Osella volánja mögött mutatkozott be. az 1988-as idény, amikor egy Scuderia Italia Dallarával versenyzett már jobban sikerült. A következő szezonban is ennél a csapatnál maradt, s a monacói nagydíjon negyedik lett. Poenixben először második helyen haladt, de csapattársa, Andrea de Cesaris a falhoz szorította és visszacsúszott az ötödik helyre. a magyar nagydíjon a Dallara-Ford-ot vezető Caffi a harmadik helyre verekedte fel magát a rajtrácson, felkeltve számos csapat érdeklődését. a Benetton tesztlehetőséget kínált az olasznak, akinek teljesítményével nagyon elégedettek voltak, sebessége és mutatott formája alapján "a jövő emberének" mondták. Caffi azonban bízott a Porsche névben (és tőlük remélt a korábban a McLarennel elért sikereket)és1990-ben az Arrows-hoz igazolt, de nem járt sok sikerrel. Az időközben a Japán befektetőknek köszönhetőenFootwork-re átkeresztelt csapat, óriásit égett a stuttgarti cég motorjainak köszönhetően. A csapat a rettenetesen gyenge és túlságosan nehéz Porsche motorokat szezon közben Ford Cosworth motorokra cserélte (ilyen radikális változtatásra szezon közben csak a Life és Coloni csapatok kényszerültek 1990-ben, előbbi a saját W12-es motorját Judd-ra míg utóbbi a boxer Subaru-t Ford Cosworth-ra.) A monacói nagydíj edzésén borzalmasat bukott, autója kettészakadt aminek következtében ki kellett hagynia egy nagydíjat. (Stefan Johansson pótolta a csapatnál.) Eközben országúti balesetet szenvedett, s eltört az állkapcsa. Amikor visszatért, csak kétszer sikerült bekerülnie a mezőnybe. Azt hitte ennél rosszabb már nem következhet, de tévedett: 1992-ben Andrea Sassetti felvásárolta a versenyképtelen Coloni istállót, új név alatt új motorral Andrea Moda-Judd- indult a sorozatban. Caffi szerződést kötött velük, ami még a Footwork/Arrows szerződésnél is rosszabb döntés volt a részéről. Az első versenyen (Dél-Afrikai nagydíj) regisztrációs problémák miatt csak pár kört tehetett meg az első szabadedzésen, majd a soron következő mexikói versenyről a csapat amatőr módon elkésett, így az FIA nem engedte őket pályára. E két versenyhétvége után otthagyta a csapatot, és inkább olasz és spanyol túrakocsiversenyeken indult. Napjainkban egy Osella - BMW-vel vesz részt hegyiversenyeken.

## Eredményei
Teljes Formula–1-es eredménylistája
(Táblázat értelmezése)

(Félkövér: pole-pozícióból indult; dőlt: leggyorsabb kört futott) 

| Év   | Csapat          | 1      | 2      | 3      | 4      | 5      | 6      | 7      | 8      | 9      | 10     | 11     | 12     | 13     | 14     | 15     | 16     | Helyezés | Pont |
| ---- | --------------- | ------ | ------ | ------ | ------ | ------ | ------ | ------ | ------ | ------ | ------ | ------ | ------ | ------ | ------ | ------ | ------ | -------- | ---- |
| 1986 | Osella          | BRA    | ESP    | SMR    | MON    | BEL    | CAN    | DET    | FRA    | GBR    | GER    | HUN    | AUT    | ITA Hn | POR    | MEX    | AUS    | HN       | 0    |
| 1987 | Osella          | BRA Ki | SMR 12 | BEL Ki | MON Ki | FRA Ki | DET Ki | GBR Ki | GER Ki | HUN Ki | AUT Ki | ITA Ki | POR Ki | ESP NK | MEX Ki | JPN Ki | AUS NK | HN       | 0    |
| 1988 | Scuderia Italia | BRA NK | SMR Ki | MON Ki | MEX Ki | CAN NK | DET 8  | FRA 12 | GBR 11 | GER 15 | HUN Ki | BEL 8  | ITA Ki | POR 7  | ESP 10 | JPN Ki | AUS Ki | HN       | 0    |
| 1989 | Scuderia Italia | BRA NK | SMR 7  | MON 4  | MEX 13 | USA Ki | CAN 6  | FRA Ki | GBR NK | GER Ki | HUN 7  | BEL Ki | ITA 11 | POR Ki | ESP Ki | JPN 9  | AUS Ki | 19.      | 4    |
| 1990 | Footwork Arrows | USA    | BRA Ki | SMR NK | MON 5  | CAN 8  | MEX NK | FRA Ki | GBR 7  | GER 9  | HUN 9  | BEL 10 | ITA 9  | POR 13 | ESP    | JPN 9  | AUS NK | 16.      | 2    |
| 1991 | Footwork        | USA NK | BRA NK | SMR NK | MON NK | CAN    | MEX    | FRA    | GBR    | GER NK | HUN NK | BEL NK | ITA NK | POR NK | ESP NK | JPN 10 | AUS 15 | HN       | 0    |
| 1992 | Andrea Moda     | RSA EX | MEX Vi | BRA    | ESP    | SMR    | MON    | CAN    | FRA    | GBR    | GER    | HUN    | BEL    | ITA    | POR    | JPN    | AUS    | HN       | 0    |

## Fordítás
- Ez a szócikk részben vagy egészben  az   Alex Caffi című angol Wikipédia-szócikk fordításán alapul.  Az eredeti cikk szerkesztőit annak laptörténete sorolja fel. Ez a jelzés csupán a megfogalmazás eredetét és a szerzői jogokat jelzi, nem szolgál a cikkben szereplő információk forrásmegjelöléseként.